# 閃電十一人GO
《閃電十一人GO》是LEVEL-5製作的任天堂3DS用收集育成足球角色扮演遊戲，最初於2011年在日本发售，为《閃電十一人》系列續篇。本作分为“光明”（シャイン）与“黑暗”（ダーク）两个版本，另外也在2011年5月4日播放本作的電視動畫，於2012年4月11日播畢。第二季於2012年4月18日開播，於2013年5月1日播畢。第三季於2013年5月8日開播，於2014年3月19日播畢。台灣則由卡通頻道於2013年5月13日播出。香港則由無綫兒童台於2012年12月18日播映，香港電視娛樂旗下電視頻道ViuTV於2021年10月1日起播映。

## 概要
為《閃電十一人》系列續集而成為完全的新作。以從前作主角・圓堂守（えんどう まもる）世代之後的10年的雷門中学為舞台、而從本作主角・松風天馬（まつかぜ てんま）進入雷門中學加入足球部來發展故事。另外前作主角圓堂守則是以雷門足球隊教練身分登場。
然後作為《閃電十一人3 挑戰世界!! 王牙篇》的過關特典、有收錄本作10年前的事件以及設定資料集。
而GO漫畫版則由藪野展也執筆。

## 故事大綱

### 第一期：聖光之路大賽-掀起自由足球革命
前作主角・圓堂守所率領的日本代表隊「閃電日本隊」在FFI（Football Frontier International）世界大賽獲得優勝的10年後、一位最喜歡足球的少年・松風天馬因為憧憬閃電十一人、以及用過足球救他的閃電標誌，所以着進入雷門中學、而加入雷門足球隊。不過那時受到社會高度評價而且人材輩出的足球隊卻已經消失、而讓足球完全腐敗了。不知為何、全国足球被叫作｢第五部門｣的組織所控制、如果不依照他們的指示踢球就不能比賽。而｢第五部門｣的種子選手(被京介稱之為種子)・劍城京介只以一人之力就將整個雷門足球隊打得遍體鱗傷。於是他們為了找回十年前的足球精神、新雷門十一人們將要和成為雷門足球隊教練的圓堂一起共同奮戰......！

### 第二期：時空之石-奪回足球的歷史
在聖光之路（HOLY ROAD）的決賽完結之後，天馬在豪炎寺的委托下到了足球機構裡教授足球。很快就過了三個月，天馬某日回到雷門中學，卻發現雖然是同樣的學校，但足球部不存在，足球部的隊員都說他們從未踢過足球。此時，信助勸天馬加入別的部社，面對像平行世界般的現象，天馬覺得非常困惑。在這個時候，一個神秘的少年阿爾法出現在天馬面前，並說出要從天馬那裡奪去足球的話。接著天馬被帶到天馬小時候所在的沖繩，也就是天馬和足球相遇的地點。在豪炎寺踢出球拯救天馬時，阿爾法突然用球將那顆球彈了開，而後天馬對足球的記憶漸消去...
為了從不知名的敵人手中守護足球，天馬一行人穿越不同時空的旅程就此展開...

### 第三期：銀河-宇宙規模足球大賽
時空之石事件之後，在聖光之路大賽足球場即將舉辦全新閃電日本選拔，在獲選的選手中，除了天馬、劍城以及神童外，全是其他學校從沒碰過足球的新手！幸好最後也能成功。不過，在最後一場比賽後一艘太空船從天而降，為真正的比賽--銀河巨人盃掀開序幕。

## 用語

### 第一期（神聖之路大賽篇）
| 用語                          | 註解 |
| 閃電十一人 （Inazuma Eleven） | 傳說的足球選手。原來是10年前雷門中學足球部的隊伍名、也包含前作主角圓堂守等人、現在以雷門十一人而聞名。 |
| 化身 （Avatar）               | 在達到開啟的條件時，在背後會釋出化身前的紫色氣流，氣流壯大時裡頭會具現化一道人型身影依附背上，此身影就是化身。在雙方同時使用化身時，其化身會相互對抗。雖然可以發揮強勁的力量、但反過來說卻相當消耗體力。 |
| 化身吸取 （Avatar Drawing）   | 聚集其他選手的靈氣，能夠使化身之力半永久性地提高之系統。動畫中使用者為雨宮太陽，電影版使用則有白龍和修。第三季動畫『銀河』中，因世界大賽的賽制規定禁止使用化身，因此並無使用紀錄。 |
| 種子選手 （Seed）             | 遵守「聖帝」指示並且為了監視、由「聖帝」送到各足球隊裡的選手、透過「聖帝」的訓練使他們的技術與一般球員有所差異。會以像是劍城一樣的選手來以其力量馴伏球員，並且再由這些球員對其他人造成壓力來加以控制。分為可用化身的化身使種子選手和不可使用化身的種子選手。 |
| 聖光之路大賽 （Holy Road）    | 10年後取代「明日之星足球大賽」的少年足球全國大賽，其中也會進行決定誰是「第五院」的最高領導「聖帝」的選舉。本戰中在俄羅斯輪盤式的球場內有設置五種妨害踢球的設施。最終決賽中則是在中央特殊球場－天之御門足球場中比賽。 龍捲風足球場（サイクロンスタジアム，Cyclone Stadium） 己方和敵方四處都安裝數個風扇, 會製造龍捲風阻擋球員前進。月山國光中學便是懂得利用己方龍捲風阻擋敵方球員（雷門中學 ）前進， 並利用敵方龍捲風刮走敵方球員。為雷門中學 在神聖之路全國大賽中，第一戰與月山國光中學所用之障礙場地。 冰天雪地足球場（スノーランドスタジアム，Snow Land Stadium） 完全是冰製造出來的足球場，容易令人滑倒，令從來沒有在冰面上踢球的雷門陷入苦戰。但後來因為狩屋看到雪村利用釘鞋的邊緣在冰面上滑行，所以告訴其他人可以用溜冰的方法適應。為雷門中學 在神聖之路全國大賽中，第二戰與白戀中學所用之障礙場地。 水世界足球場（ウォーターワールドスタジアム，Water World Stadium） 處於水面上、利用各種不規則木板拼湊而成的足球場，木板隨時會升降、露出水面，令球員無法前進。木戶川清修和雷門分別使用「神之三角洲」和「飛翔空中傳球」的戰術剋服這個障礙。為雷門中學在神聖之路全國大賽中，第三戰與木戶川清修中學所用之障礙場地。 彈珠檯足球場（ピンボールスタジアム，Pinball Stadium） 整個足球場的結構都是彈珠台的，不過比較簡易。四邊會有圓柱阻擋、反彈裝置反彈射門、加速裝置加強射門。為雷門中學 在神聖之路全國大賽中，第四戰與幻影學園所用之障礙場地。 沙漠足球場（デザートスタジアム，Desert Stadium） 看下去完全是由沙地造成的足球場。不過沙會突然流動，把球員流去其他角落。為雷門中學 在神聖之路全國大賽中，準決賽與新雲學園所用之障礙場地。 天之御門足球場（アマノミカドスタジアム，Amano Mikado Stadium） 基本上跟普通的足球場沒有不同，不過可以升降、也就是在跟巨龍聯隊比賽時進行過升降。為雷門中學 在神聖之路全國大賽中，決賽與聖堂山中學（上半場）和巨龍聯隊（下半場）所用之足球場。 |
| 神之伊甸 （God Eden）         | 以孤島的形式存在，用以培育「種子選手」的養成設施，其中有許多殘忍無人道的設計也為種子選手們所畏懼。然而，神之伊甸真正的存在目的是用於研究「次世代少年」的潛在能力，並由「神秘的支援者X」於背後操作，委付牙山於此獨自進行研究（有關次世代少年將於第二季．時空之石加以說明）。雷門十一人和零隊一戰後，雷門的勝利也成為了石戶修二封鎖此地的主因。第二季『時空之石』中，對上奧米加協議2.0大敗後，曾作為雷門中學的特別訓練設施重啟。 |

### 第二期（時空之石篇）
| 用語                                   | 註解 |
| 平行世界（宇宙） （Parallel world）    | 根據阿爾諾博士所提出的「多重時間理論」（以下加以說明），和平行世界概念有所差異，認為「暫時現象」無法建立於永久性的基礎上，最終將會回歸於一個大世界。 |
| 化身武裝 （Avatar Armed）              | 化身的另一型態。召喚岀化身後，唸出武裝（アームド）進而將化身附著於身體上，雖然有時效限制但能夠更有效地利用化身的力量。動畫中首度為「奧美迦協定1.0」隊長阿爾法所使用。而在對上「奧美迦協定」中初次參戰的劍城優一也能使用，而在優一的鼓勵下也引出了天馬的化身武裝。然而，於平行世界發生的事由於「時空共鳴現象」（以下加以說明）的影響，於歷史修復之後，天馬欲再度使用時卻失敗。由此可知，即使化身具有能召喚化身武裝的能力，想要自在地使用仍需實力以及掌握其「竅門」。 |
| 極限合體 （Mix Max）                   | 是以兩人能夠相融為前提，負極接被融合者(靈氣)，正極接融合者(主要)。在此基礎上開始融合同時又必須得承受得住對方的靈氣，進行極限合體的人能使用被吸收靈氣的人的化身，原因是因為吸收他人的靈氣就等於是擁有了被吸收靈氣的人氣場的緣故。目前得知進行極限合體的方法主要有兩種，其中一種為利用特極限合體槍，另一種為負極接被融合者藉由直接把靈氣甚至是化身的力量灌入正極接融合者體內。                                                                                |
| 埃爾多拉特 (El Dorado)                 | 200年後的世界中，有一群小孩將足球拿來當戰爭工具來使用，令許多大人畏懼，從而選出代表全世界的組織「埃爾多拉特」。是由少數幾名年長者所組成，為了將可能毀滅世界的工具「足球」從歷史中消除而派出阿爾法、貝塔、康曼、札納克等人去進行時空跳躍。 |
| 時空之石 (Chrono Stone)                | 受到奧美迦協定隊的影響，封印圓堂大介和圓堂守的石頭。圓堂大介為橘色六角形，圓堂守為紫色三角形。 |
| 時空之石現象 (Chrono Stone phenomenon) | 因為"封印的力量"和"意志的力量"互相碰撞，才變成時空之石。由於"封印的力量"正常情況下不會出現，而且還需要強大的"意志的力量"才會發生，有太多的變因，所以此現象極為罕見。化成時空之石後，會成為時空的矛盾點，對時空來說，自己的存在會變得不合邏輯。形狀、色彩多變，有水晶般的光澤。物體上會有C字樣。 |
| 時空共鳴現象                           | 天馬等人為了阻止足球的歷史被竄改而進行的戰鬥中，會發生的現象，此現象是由於平行世界的其他同一個人所互相造成的影響，比如說：中學時期的圓堂守能提早使用黃金神掌和化身。 |
| 時空逆共鳴現象                         | 時空共鳴現象的反面。 |
| 霸者的聖典                             | 菲等人所在的200年後的世界中，Master D(圓堂大介)的所持有之物，記載著存在於各時空最強11人的書。 |
| 時空最強11人                           | Master D(圓堂大介)在霸者的聖典內記載跨越時空的最強十一名人選。分別為「真實的中場指揮官」、「超凡魅力的後衛」、「正確無比的中場球員」、「鐵壁般的守門員」、「擁有超凡技術的中場球員」、「電光石火的神速前鋒」、「擁有絕對制空權的彈跳後衛」、「活力的中場球員」、「夢幻的自由人」、「王者中場」、「貫穿一切的全能型選手」 |
| 閃電TM大篷車 (Inazuma TM Caravan)      | 本作的時間機器。 |
| 遺物 (Artifact)                        | 前往特定時空的相關物件，是閃電TM大篷車的動力來源。 |
| 球型裝置 (Sphere Device)               | 可收縮為只有紅色的圓片。奧美迦協定(白色)，札納克(紅色)和完美病毒(藍色)所使用的足球型多功能裝置，表面有七個圓形，各有功能:紅色為時空跳躍模式、藍色為移動模式、青色為場地製造模式、黃色為心智控制模式、橘色為攻擊模式、綠色為制服模式、紫色為封印模式。 |
| 次世代少年 (Second Stage Children)     | 距今兩百年後，擁有超人般能力的未來少年統稱，次世代少年領導人為薩魯。 |

### 第三期（銀河篇）
| 用語                                                   | 註解 |
| Football Frontier International Vision 2 （簡稱FFIV2） | 名義上是世界性的足球比賽，而亞洲區預賽事實上是銀河巨人盃大賽A區預賽，除了新日本閃電十一人隊外，其他隊伍都是由外星人組成。 新增規則 1.女性球員可參加比賽。（小知識:對中東國家來講讓女性球員參加比賽可說是禁忌。） 2.禁止使用化身、化身武裝（更別說是第二期才可以用的極限合體） |
| 靈魂 (Soul)                                            | 亦稱為『野獸之力』(ケモノの力, Beast Power），使用者可以暫時變成動物並使用『靈魂猛擊』（ソウルストライク, Soul Strike）。這也是黑岩流星(影山零治)特別選擇的八名成員的原因。 已知使用者 松風天馬 （馬）→（天馬） 劍城京介 （狼） 神童拓人 （孔雀） 瞬木隼人 （隼） 井吹宗正 （猛獁） 野咲櫻 （羚羊） 九坂隆二 （灰熊） 鐵角真 （公牛） 真名部陣一郎 （蜜獾） 森村好葉 （綠狐貍） 皆帆和人 （貓頭鷹） 市川座名九郎 （獅子） 卡澤魯馬·悟阿古（多奧碼，根據蜥蜴的樣貌設計） 阿魯貝嘉·葛登（豪龍，根據穿山甲的樣貌設計） 蘇塔古·庫瓦塔（古斯菲，根據象鼻蟲的樣貌設計） 巴爾加·塞克斯（伽多蘭，根據三角龍的樣貌設計） 希拉麗·弗蕾露（芬尼奇阿斯，根據鳳凰的樣貌設計） 羅丹·加斯古斯（多魯伽） 流喀爾·巴藍（佩利恩，根據貓鼬的樣貌設計） 剛達雷斯·巴藍（貝利恩，根據貓鼬的樣貌設計） 彼特威·奧茲隆（伊庫薩魯） 科波斯·克阿斯（奇奇拉斯） 戴安納·巴魯積（雷帝奧，根據梅花鹿的樣貌設計） 伊希卡希·歌爾母（雷帝奧，根據梅花鹿的樣貌設計） 班達·克洛古Jr（古斯菲，根據象鼻蟲的樣貌設計） |
| 銀河巨人盃大賽 (Grand Celesta Galaxy)                  | 為宇宙足球比賽，地點是離地球188,000光年的法拉姆迪特(ファラムディーテ)的太陽系。其實FFIV2亞洲預賽是銀河巨人盃大賽A區預賽。舉辦這比賽的真正原因: 在法拉姆迪特的太陽系中，一個叫法拉姆·歐比亞斯(ファラム・オービアス)的行星上人口過量，而法拉姆·歐比亞斯也因為距離一個黑洞越來越近，很快會走向滅亡。如是者他們決定開展戰爭去爭取更多行星。銀河連邦評議会知道後，跟他們商議到一個更好的方法：安排一場宇宙足球比賽。不使用自己行星的軍事力量，而是透過行星上的居民靠自己的能力勝出比賽，優勝者可以優先選擇自己的下一個居住的行星。 |

## 電視動畫
2011年5月4日由東京電視台播放。

### 工作人員
- 原作 - LEVEL-5
- 企画・總監修・故事原案 - 日野晃博
- 企画設定協力 - 佐佐木千惠、佐佐木秀信
- 導演 - 秋山勝仁
- 系列構成 - 冨岡淳広
- 角色設定原案 - 長野拓造
- 角色設定 - 池田裕治、井ノ上ユウ子、本田隆
- 主要動畫師 - さわだまさひと
- 副導演 - かまくらゆみ
- 美術監督 - 西倉力
- 色彩設計 - 後藤めぐみ
- 攝影監督 - 柚木脇達己
- CGI製作人 - 小林雅士
- CGI導演 - 三上康博
- 編輯 - 渡辺直樹
- 音響監督 - 中嶋聡彦、三間雅文
- 音樂 - 寺田志保
- 音樂協力 - 東京電視台音樂
- 動畫製作人 - 神田修吉
- 製作擔當 - 和崎伸之
- 動畫製作 - OLM TEAM WASAKI
- 監製 - 奥野敏聡、久保雅一
- 顧問 - 佐上靖之
- 製作人 - 和田慎之介（東京電視台）、梶原清文
- 程式管理員 - 穴見礼（東京電視台）
- 製作：東京電視台、電通、OLM

## 主題曲

### 第五部門

##### 片頭曲
「天までとどけっ！」（第1話 - 第18話）
　作詞、作曲：山崎徹・KMC    
　編曲：菊谷知樹  
　ブラスアレンジ ：竹上良成  
　歌 - T-Pistonz+KMC 
（FRAME/アップフロントワークス）
「成せば成るのさ 七色卵」（第19话 - 第33話）
　作詞、作曲：山崎徹・KMC    
　編曲：菊谷知樹  
　ブラスアレンジ ：竹上良成  
　歌 - T-Pistonz+KMC 
（FRAME/アップフロントワークス）
「おはよう!シャイニング・デイ」（第34話 - 第45話）
　作詞：KMC
　作曲：TPK
　編曲：菊谷知樹
　ブラスアレンジ：竹上良成
　歌 - T-Pistonz+KMC
（FRAME/アップフロントワークス）
「打ち砕ーくっ!」（第46話 - 第47話）
　作詞：KMC
　作曲：TPK
　編曲：菊谷知樹
　ブラスアレンジ：竹上良成
　歌 - T-Pistonz+KMC
（FRAME/アップフロントワークス）

##### 片尾曲
「やっぱ青春」（第1話 - 第18話）
　作詞：mildsalt
　作曲：福本公四郎
　編曲：菊谷知樹
　歌 - 空野葵（cv.北原沙彌香）
（FRAME/アップフロントワークス）
「かなり纯情」（第19话 - 第33話）
　作詞：mildsalt
　作曲：福本公四郎
　編曲：菊谷知樹 　
　歌 - 空野葵（cv.北原沙彌香）
（FRAME/アップフロントワークス）
「HAJIKE-YO!!」（第34話 - 第45話）
　作詞：mildsalt
　作曲、編曲：菊谷知樹
　歌 - 空野葵（cv.北原沙彌香）
（FRAME/アップフロントワークス）
「おはよう!シャイニング・デイ」（第46話 - 第47話）
　作詞：TPK 
　作曲：TPK
　編曲：菊谷知樹
　ブラスアレンジ：竹上良成
　歌 - T-Pistonz+KMC
（FRAME/アップフロントワークス）

### 時空之石

##### 片頭曲
「情熱で胸アツ！」（第1話~第17話（奇數話））
　作詞：山崎弘+KMC
　作曲：TPK
　編曲：菊谷知樹
　歌 - T-Pistonz+KMC
（FRAME/アップフロントワークス）
「感動共有」（第2話~第18話（偶數話））
　作詞、作曲：TPK
　編曲：菊谷知樹
　歌 - T-Pistonz+KMC
（FRAME/アップフロントワークス）
「初心をKEEP ON!」（第19話~第35話）
　作詞、作曲：TPK
　編曲：菊谷知樹
　歌 - T-Pistonz+KMC
（FRAME/avex trax）
「ライメイ！ブルートレイン」（第36話~第51話）
　作詞：TPK
　作曲：山崎徹&KMC
　編曲：菊谷知樹
　歌 - T-Pistonz+KMC
（FRAME/avex trax）

##### 片尾曲
「夏がやってくる」（第1話~第18話）
　作詞 - mildsalt
　作曲 - 山口朗彦
　編曲 - 菊谷知樹 
　歌 - 空野葵（cv.北原沙彌香）
（FRAME/アップフロントワークス）
「手をつなごう」（第19話~第35話）
　作詞、作曲 - KMC
　編曲 - 菊谷知樹
　歌 - 松風天馬（寺崎裕香）、剣城京介（大原崇）、空野葵（北原沙弥香）　
（FRAME/avex trax）
「僕たちの城」（第36話~第39話，第41話、第43話~第46話、第48話~50話）
　作詞、作曲 - KMC
　編曲 - 菊谷知樹
　歌 - 松風天馬（寺崎裕香）、剣城京介（大原崇）、神童拓人（齋賀光希）、西園信助（戶松遙）、霧野蘭丸（小林優）　
（FRAME/avex trax）
「青春おでん」（第40話、第42話、第47話、第51話）
　作詞 - 礼空トオル 
　作曲 - 青木隆
　編曲 - 菊谷知樹
　歌 - 空野葵（北原沙彌香）、瀨戶水鳥（美名）、山菜茜（ゆりん）、菜花黃名子（悠木碧）　
（FRAME/avex trax）
※「僕たちの城」和「青春おでん」兩首ED會隨當集劇情而選擇使用其中一首作當集片尾曲。

### 銀河

##### 片頭曲
「ガチで勝とうゼッ！」（第1話~第17話）
　作詞、作曲：TPK
　編曲：菊谷知樹  
　ブラスアレンジ ：竹上良成  
　歌 - T-Pistonz+KMC 
（FRAME/avex trax）
「地球を回せっ！」（第18話~第32話）
　作詞、作曲：TPK
　編曲：菊谷知樹  
　ブラスアレンジ ：竹上良成  
　歌 - T-Pistonz+KMC
「スパノバ!」（第33話~第43話）
　作詞、作曲：TPK
　編曲：菊谷知樹  
　ブラスアレンジ ：竹上良成  
　歌 - T-Pistonz+KMC
（FRAME/avex trax）

##### 片尾曲
「勝手にシンデレラ」（第1話~第17話）
　作詞：mildsalt
　作曲、編曲：marty friedman
　歌：空野葵（cv.北原沙彌香）、森村好葉（cv.悠木碧）
（FRAME/avex trax）
「ファッション☆宇宙戦士」（第18話~第32話）
　作詞：mildsalt　作曲、編曲：marty friedman
　歌 - 空野葵（cv.北原沙彌香）、水川實（cv.高垣彩陽）
「嵐・竜巻・ハリケーン」（第33話~第42話）
　作詞：mildsalt　作曲、編曲：Marty Friedman　歌：霧野蘭丸(cv.小林ゆう)、 空野葵（cv.北原沙彌香 )
「本当にありがとう！」（第43話）
　作詞：KMC　作曲：山崎徹 & 弘　編曲：菊谷知樹　歌：円堂守（cv：竹内順子）＆松風天馬（cv：寺崎裕香）

## 漫畫
| 集數 | 小學館         | 小學館                 | 青文出版社     | 青文出版社             | 正文社         | 正文社                 |
| 集數 | 發售日期       | ISBN                   | 發售日期       | ISBN / EAN             | 發售日期       | ISBN                   |
| ---- | -------------- | ---------------------- | -------------- | ---------------------- | -------------- | ---------------------- |
| 1    | 2012年1月27日  | ISBN 978-4-09-141388-8 | 2013年2月18日  | ISBN 978-986-310-491-9 | 2014年4月8日   | ISBN 978-988-8154-24-1 |
| 2    | 2012年6月28日  | ISBN 978-4-09-141487-8 | 2013年6月8日   | ISBN 978-986-310-637-1 | 2014年4月8日   | ISBN 978-988-8154-75-3 |
| 3    | 2012年10月26日 | ISBN 978-4-09-141526-4 | 2013年9月14日  | ISBN 978-986-310-745-3 | 2014年11月12日 | ISBN 978-988-8296-03-3 |
| 4    | 2012年12月28日 | ISBN 978-4-09-141569-1 | 2014年1月16日  | ISBN 978-986-310-874-0 |                |                        |
| 5    | 2013年6月28日  | ISBN 978-4-09-141649-0 | 2014年6月7日   | ISBN 978-986-356-050-0 |                |                        |
| 6    | 2013年12月27日 | ISBN 978-4-09-140017-8 | 2014年12月17日 | EAN 471-8016-01114-4   |                |                        |
| 7    | 2014年4月28日  | ISBN 978-4-09-141744-2 | 2015年3月18日  | EAN 471-8016-01207-3   |                |                        |

| 集數 | 話數    | 日文標題 | 中文標題                                      |
| ---- | ------- | -------- | --------------------------------------------- |
| 1    | 第1話   |          | 呼喚暴風的少年                                |
| 1    | 第2話   |          | 連接雷門債券的路徑                            |
| 1    | 第3話   |          | 第五部門攤牌                                  |
| 1    | 特別編  |          | 伊甸園的真相                                  |
| 2    | 第4話   |          | 一個傳奇人物出現了!                           |
| 2    | 第5話   |          | S隊崩潰                                       |
| 2    | 第6話   |          | 產生最佳的聚結                                |
| 2    | 第7話   |          | 收回免費足球                                  |
| 2    | 特別編  |          | 夢想對峙 圓堂VS天馬                           |
| 3    | 第8話   |          | 雷門中間足球俱樂部消失了?                     |
| 3    | 第9話   |          | 超越時空!過去和未來的戰鬥!                    |
| 3    | 第10話  |          | 閃電靈魂、開始反擊!                           |
| 3    | 第11話  |          | 來自未來的威脅·奧米加協議                     |
| 3    | 特別編① |          | 與革命通話的少年、松風飛馬!                   |
| 3    | 特別編② |          | 閃電十一人GO堵嘴外傳                          |
| 4    | 第12話  |          | 一個密封的傳奇人物                            |
| 4    | 第13話  |          | 得到充分!收集時間和空間最強的十一!            |
| 4    | 第14話  |          | 進行信仰滲透!                                 |
| 4    | 第15話  |          | 堅強的心,支持朋友                             |
| 4    | 特別編① |          | 劇場版閃電十一人GO VS 紙板戰隊W閃電十一人GO編 |
| 4    | 特別編② |          | 閃電十一人GO堵嘴外傳                          |
| 5    | 第16話  |          | 撤回猶豫不決的進展                            |
| 5    | 第17話  |          | 用刀片切割它!最快的打擊!                      |
| 5    | 第18話  |          | 再戰!協議·奧米加2.0!                          |
| 5    | 第19話  |          | 第四個暴徒出現了!                             |
| 5    | 第20話  |          | 顯示時間!時空最強的十一力量!                  |
| 6    | 第21話  |          | 激烈的戰鬥!最後的刺客!                        |
| 6    | 第22話  |          | 突破完美的計算!                               |
| 6    | 第23話  |          | 完成!時空最強十一!                            |
| 6    | 第24話  |          | 新人類入侵!                                   |
| 6    | 第25話  |          | 為保護未來而戰                                |
| 7    | 第26話  |          | 地球代表?地球十一!                            |
| 7    | 第27話  |          | 新力量,首爾覺醒!                              |
| 7    | 第28話  |          | 毫不猶豫地想到勝利                            |
| 7    | 第29話  |          | 最後一個敵人出現                              |
| 7    | 第30話  |          | 通過限制與最佳傳球                            |
| 7    | 最終話  |          | 天馬飛翔!激烈戰鬥的最後戰鬥!                  |

## 外部連結
- 閃電十一人GO 官方網站 （页面存档备份，存于）

- 閃電十一人GO2 官方網站 （页面存档备份，存于）

- 閃電十一人GO銀河 官方網站 （页面存档备份，存于）

- 閃電十一人GO 動畫版官網 （页面存档备份，存于）
- 閃電十一人系列 電影官網
- 閃電十一人系列 官方網站 （页面存档备份，存于）
- 閃電十一人世界 （页面存档备份，存于）